# Cycloneda munda
Cycloneda munda är en skalbaggsart som först beskrevs av Thomas Say 1835.  Cycloneda munda ingår i släktet Cycloneda och familjen nyckelpigor. Inga underarter finns listade i Catalogue of Life.